# Колесников Дмитро Володимирович
Дмитро́ Володи́мирович Коле́сников (* 1986) — український живописець, графік.

## З життєпису
Народився 1986 року в місті Полтава.
Учасник мистецьких виставок від 2007 року.
2010-го закінчив Київський університет технологій і дизайну (викладач О. Кожеков). Перебуває на творчій роботі.
Автор жанрових полотен, портретів у декоративних й сюрреалістичних стилях.
Від 2011 — у Португалії; художник видавництва «Слово» (місто Кашкайш). Приїхав до друзів батька. Займається декором, пише картини в жанрі містицизму, фантастики. Виготовив календар, який видав «Християнський рух українців у Португалії».
Твори:
- «Води Херсонеса» (2004)
- «Зима» (2005)
- «Казкове дерево» (2005)
- «Коріння Криму» (2005)
- «Каміння Ай-Петрі» (2005).

Батько — Колесников Володимир Григорович (1951—2014) — Народний художник України. Мати — Волошко Тетяна Миколаївна. Брат — Володимир Колесников.